# Gaston II de Béarn
Gaston II († 1012) est un vicomte de Béarn et d'Oloron de 1004 à 1012, fils de Centulle III, vicomte de Béarn.

## Biographie
Peu de choses sur sa vie nous sont parvenues.
D'une épouse inconnue, il laisse :
- Centulle IV le Vieux († 1058), vicomte de Béarn.